# Ribo na glavo pa spat

## RIBO NA GLAVO, PA SPAT
Ribo na glavo, pa spat je prva knjiga iz zbirke  Pozor pravljice. Izšla je leta 2003, v Ljubljani, pri založbi Karantanija.
V tej knjigi je zbranih prvih pet pravljic, ki jih junak Popek namenja vsem otrokom, ki brez pravljice ne morejo zaspati. V pravljicah so posebne in nenavadne prigode, in sicer o petih prstih, o strašni gugalnici, o treh palčkih, o žalostnem klovnu, o fantku, ki zvečer nikakor ni hotel zaspati.
Pravljice popestrijo prisrčne ilustracije Uroša Hrovata.
Spremno besedo je napisala Ljubica Rodošek.

## Uvod
Nekoč je živel fant Popek. Že od rojstva je bil nekaj posebnega. Pripovedovati je znal zgodbe o čudnih in nenavadnih stvareh. Nekega dne je pod hrastom našel škatlo, v kateri je pisalo, da si v tej deželi otroci vsak večer želijo slišati pravljico za lahko noč. Zato naj gre Popek po svetu in otrokom vsak večer pove eno pravljico. Pripovedovati jim mora 5 pravljic. Ko bo izpolnil nalogo, ga bo na koncu čakalo veliko presenečenje.

## STRAŠNA GUGALNICA
Nekoč je bila kraljeva gugalnica. Na njej se je lahko gugal samo kralj. Kadar se je na njej gugal kralj, je gugalnica pela, da se na njej guga kralj vsega sveta. Kadar pa se je na gugalnico usedel kdo drug, je gugalnica zapela, da ga vrže na konec sveta. Ko je to zapela je vrgla tistega, ki ni bil kralj za sedem gora in sedem voda. Ta se nikoli več ni vrnil in ni se poskušal več  gugati na kraljevi gugalnici. Zaradi tega je že od nekdaj veljalo, da bo tisti, ki se bo obdržal na tej gugalnici , novi kralj.
Stari kralj je bil že star,zato so se to pomlad mladi princi in kraljeviči spet poskušali gugati na kraljevi gugalnici. To leto pa je bila gugalnica zelo huda. Že zgodaj zjutraj je renčala in kazala zobe. 
Najprej se je na gugalnico usedel princ Aleš. Gugal se je sem ter tja, nenadoma pa je gugalnica zapela ter princa ponesla skozi debelo zidano ograjo.
Nato se je na gugalnico usedel kraljevič Toni. Nekaj časa mu je kar dobro šlo. Naenkrat pa je gugalnica zapela in ga zagugala naravnost v kip velikega vladarja.
Sledi je vitez David. Gugal se je in gugal in ko so že vsi mislili, da bo David novi kralj je ta poletel preko travnika v potok.
V tej deželi pa je živel deček Peter. Ni bil ne kraljevič, ne princ in ne vitez. Bil je navaden deček dobrega srca in hitre pameti. Tudi sam se je hotel gugali, vendar so ga ljudje zavračali, da ni pravi za kraljevo gugalnico in se mu posmehovali. Peter pa se je vseeno usedel na gugalnico in se začel gugati. Gugalnica mu je začela groziti, da g bo vrgla na konec sveta. Gugalnica se je gugala močneje in še močneje, vendar Peter se je še vedno gugal. Nazadnje se je gugalnica utrujena ustavila in zasopihala, da ne more več in da je Peter novi kralj. Peter pa se je nasmehnil  in ji potiho zapel:
»Peter tale pamet nuca, 
da ne bi bil leteča štruca,
z lepilom hlače si namaže,
osle gugalnici pokaže.«

## KDO VRTA PO NOSU?
Nekoč je bilo pet posebnih prstov. Prsti so vsako juto vstali in se pretegnili. Potem so odšli na delo. Morajo prijemati in se objemati, mahati in kazati, groziti in se skriti, morajo pisati in risati, morajo se stiskati v pesti ali pomagati jesti.
Ti prsti pa so najraje vrtali po nosu. 
Zjutraj se je v nos najprej zaril Kazalec. Kazalec se je v nosu spremenil v vrtalni stroj. Ril je in vrtal, da se je kar smodilo. 
Potem se je v nos zaril Sredinec. Ta je vrtal in od veselja prepeval. Skušal se zariti čim globlje v nos, tako da je naenkrat pri levem ušesu pogledal ven.
Za njim je bil na vrsti Prstanec. Ta je vrtal in vrtal in sploh ni hotel več ven. Šele zvečer so ga komaj potegnili na svetlo.
Končno  je bil na vrsti tudi Mezinec. Z velikim veseljem se je pognal v nos. Tako divje je vrtal, da je odmevalo po vsej glavi.
Nazadnje je bil na vrsti Palec. A Palec ni mogel zlesti v nos, ker je bil predebel. Ostali štirje so mu skušali pomagati in ga rinili noter. Palec je od žalosti skoraj zajokal. 
Kazalec, Sredinec, Prstanec in Mezinec niso hoteli, da bi bil njihov prijatelj žalosten, zato so se vsi strinjali, da če Palec ne more riniti po nosu, tudi oni ne bodo več tega počeli. Od takrat naprej prsti ne vrtajo več po nosu.

## TRIJE PALČKI IN TRI RIBE
Nekoč so živeli trije palčki. Vsi drugi palčki so živeli pri princeskah, pri zelenih zmajih ali pa pri treh bratih. Ti trije palčki pa so živeli v sosednjem mestu na koncu vasi. Bili so najboljši prijatelji, čeprav so si bili zelo različni.
Prvi palček je imel dolgo brado, nosil je pulover in bil je zelo suh.
Drugi palček je imel košate brke, nosil je hlače in bil je debel.
Tretji palček pa je bil plešast, imel je čevlje in imel je kratko pamet, zato so ga klicali kratki palček.  
Cele dneve so bili skupaj. Skupaj so se igrali, plesali in jedli. Vsako juto so se vprašali, kaj bi jedli. Ali bi slona ali kačo ali kuščarja, kaj pa pečenega polža? Odločili so se ta ribo. Prvi in drugi palčk sta si zadovoljno obliznila brado in brke, tretji pa si je obliznil čevlje. To bo pojedina. Vzeli so vsak svojo ribiško palico in odšli lovit ribe. 
Suhi palček je ulovil čisto majčkeno ribico. Bila je tako suha in majhna, da še ribi ni bila podobna. Vendar je bil zadovoljen, češ da bo zanj dovolj.
Debeli palček je ulovil veliko in zelo debelo ribo. Zadovoljno se je božal po trebuhu.
Kratki palček pa je ulovil celo ladjo. Ampak ker je bil kratke pameti, je mislil, da je ujel veliko ribo. Svoj ulov so odnesli domov in ga spekli. Polni pričakovanja so se posedli za mizo. 
Suhi palček je v enem grižljaju pojedel svojo drobno ribo. Debeli palček je pohrustal debelo ribo s kostmi, kožo in repom. Kratki palček pa je celo uro grizel, rezal, žagal in pilil, dokler ni pojedel cele ladje. 
Že čez nekaj trenutkov je v njihovih trebuhu zagrmelo. Saj so jedli le ribe. Hitro na stranišče. Najprej se šel na stranišče suhi palčk. Ker je pojedel majhno ribo je bil takoj nazaj. Potem je šel na stranišče debel palček. Tam je bil tri ure. 
Kratkega palčka pa ni bilo nazaj s stranišča cele tri dni. Ob zori četrtega dne pa se je pojavil. Ko je odprl vrata, je bilo stranišče  polno starega železa. »Zdaj vem zakaj me je tako zvijalo. Ladja je bila pokvarjena. Vsi vijaki so bili stari in zarjaveli.«
Od takrat naprej kratki palček večerja samo še sveže ladje z novimi vijaki.

## ŽALOSTNI KLOVN
Nekoč je bil en klovn. Drugi klovni so bili smešni in so se znali smejati Ta pa je bil nekaj posebnega. Ta klovn se ni znal smejati, ampak se je jokal. Tako se je jokal, da je imel čevlje polne solz, s svojimi solzami je lahko zalival rože. Bil je kot špric črpalka. 
Ko je nastopal se je samo jokal in jokala je vsa dvorana. Namesto da bi se smejali, so jokali. Včasih je klovn s svojimi solzami poplavil dvorano, tako da se je običajno moral preobleči v kopalke in plavati v solzah. 
Čez nekaj časa ni nihče več hotel gledati njegove predstave. Ker je postajal vedno bolj sam, klovn je bil še bolj žalosten. Ves žalosten se je v parku usedel na klop in nesrečno gledal v svet. Mimo je prišel deček in ga vprašal zakaj je žalosten. Klovn pa je odvrnil,da je izgubil smeh in je zato žalosten. Dečku se je klovn zasmilil. Predlagal je, da mu bo pomagal najti njegov smeh. Vendar kako bo našel nekaj, za kar ne ve kako zgleda. Čez nekaj trenutkov pa se je spomnil. Požgečkal je klovna po trebuhu in klovn se je začel smejati. Najprej se je klovn samo smejal, potem se je režal, nato krohotal, nazadnje pa je od smeha še rezgetal. 
Od takrat naprej se klovn samo še smeji. Z dečkom sta postala velika prijatelja. Vsak dan iščeta smeh. Ko ga najdeta, se smejita na vso moč.

## NE BOM ŠE SPAL
Nekoč je živel poseben fantek. Ta zvečer ni hotel zaspati. Ko je zvečer že bil pokrit in ko so mu starši zaželeli lahko noč, se je ta uprl, da ne bo še spal. Vsak večer se je ugovarjal, da ni pospravil igrač, da je lačen, da je žejen.
Ko sta se z očetom prepirala, da je fant žejen in da bi rad pil, se je oče razjezil in v sobo prinesel cel hladilnik. Tako bo lahko fant jedel in pil. Vendar ga je bilo strah teme, zato je oče odprl vrata hladilnika in lučka v njem je zagorela. Ampak fant še vedno ni hotel spat, češ da ga zebe. Oče je zaprl hladilnik, a je bilo spet temno. Takrat je bilo očku in mami dovolj. Mama je odšla spat k babici, fantek je šel spat v očkovo posteljo, očka pa je šel spat v hladilnik. In takrat so vsi zaspali. 

## ZAKLJUČEK
Popek je povedal še zadnjo pravljico in odšel od istem času na isto mesto. Tam je našel skrinjico in v njej listek, na katerem je pisalo, da si v tej deželi otroci vsak večer želijo slišati pravljico za lahko noč. Zato naj gre Popek po svetu in otrokom vsak večer pove eno pravljico. Pripovedovati jim mora 5 pravljic. Ko bo izpolnil nalogo, ga bo na koncu ob istem času, na istem mestu čakalo veliko presenečenje.
Popek se je odločil, da bo otrokom povedal še pet pravljic.